# Team 2006
Das Team 2006 war eine vom Deutschen Fußball-Bund gebildete Perspektivmannschaft aus Fußballspielern, die im Hinblick auf die Weltmeisterschaft im eigenen Staat gefördert wurden und die deutsche A-Nationalmannschaft ergänzen sollten.

## Geschichte und Auswirkungen
Nach der Vergabe der Weltmeisterschaft 2006 an Deutschland wurde infolge des schlechten Abschneidens bei der Europameisterschaft 2000 am 7. Oktober 2001 eine Auswahlmannschaft ins Leben gerufen, die insbesondere jungen Spielern die Möglichkeit bot, sich durch internationalen Spielbetrieb für die A-Nationalmannschaft und zukünftige Turniere zu empfehlen. Erster Trainer der Mannschaft war Uli Stielike, auf den am 8. April 2003 DFB-Trainer Erich Rutemöller folgte.
Das erste Spiel fand am 6. September 2002 in Mönchengladbach statt und endete mit einer 1:2-Niederlage gegen die A2-Auswahl der Türkei. Für das Team 2006 kamen zum Einsatz: Hildebrand – Lense (Kern), Friedrich (Fahrenhorst), Wenzel, Meichelbeck (Kling) – Korzynietz, Fritz, Kreuz (Borowski), Dabrowski (Voss) – Daun, Bierofka.
Das zehnte und letzte Spiel fand am 15. November 2005 in Mattersburg statt und endete mit einem 5:2-Sieg über das Future-Team Österreichs. Das Aufgebot: Weidenfeller (Wessels) – Ottl, Madlung, Weigelt, Kringe – Marx, Rolfes (Cimen), Gentner, Gerber (Schäfer) – Auer (Krontiris), Gómez
Joachim Löw, damaliger Assistent des Bundestrainers Jürgen Klinsmann, begrüßte die Möglichkeit „Spieler einladen [zu] können, die sich solch eine Nominierung durch gute Leistungen in der Bundesliga verdient haben und im erweiterten Fokus der A-Nationalmannschaft stehen.“ Von den eingesetzten Spielern nahmen letztendlich Tim Borowski, Arne Friedrich, Mike Hanke und Timo Hildebrand an der Weltmeisterschaft 2006 teil.
Nach der WM schafften noch Manuel Friedrich, Alexander Madlung, Clemens Fritz, Stefan Kießling, Simon Rolfes, Robert Enke (der bereits am Konföderationen-Pokal 1999 teilgenommen hatte), Patrick Helmes, Mario Gómez, Christian Gentner, Marcel Schäfer, Jermaine Jones und Roman Weidenfeller (erst 2013) den Sprung in den A-Kader. Vor der WM spielten auch Daniel Bierofka, Mustafa Doğan, Marco Engelhardt, Fabian Ernst, Frank Fahrenhorst, Ingo Hertzsch, Tobias Rau zeitweise in der A-Mannschaft. Andreas Hinkel und Kevin Kurányi kehrten nach der WM ins A-Team zurück.

## Spiele
Insgesamt bestritt das Team 2006 zehn Spiele. Davon wurden vier gewonnen, vier endeten unentschieden und zwei wurden verloren (Torverhältnis 19:13).
Fünf Mannschaften waren Gegner des Team 2006, häufigste Gegner waren Schottland und die Türkei, gegen die jeweils drei Spiele bestritten wurden.
| Datum      | Ort             | Zuschauer | Heimmannschaft | Auswärtsmannschaft | Ergebnis  | Torschützen |
| ---------- | --------------- | --------- | -------------- | ------------------ | --------- | --- |
| 06.09.2002 | Mönchengladbach | 9.460     | Team 2006      | Türkei A2          | 1:2 (0:1) | Korzynietz (54.) – Necati (17., 51.)                                                                                                  |
| 17.12.2002 | Mainz           | 5.200     | Team 2006      | Schottland B       | 3:3 (1:1) | Kuranyi (15.), Meier (60.), Voigt (89.) – Kyle (44.), Hughes (61.), Malcolm (84.)                                                     |
| 30.04.2003 | Ankara          | 7.000     | Türkei A2      | Team 2006          | 0:0       | - |
| 04.09.2003 | Aalen           | 6.100     | Team 2006      | Russland           | 3:2 (1:1) | Schroth (10.), Engelhardt (68.), Korzynietz (86.) – Scharonow (35.), Kortschagin (62.)                                                |
| 21.10.2003 | Aberdeen        | 5.000     | Schottland B   | Team 2006          | 0:1 (0:0) | Daun (80.) |
| 27.04.2004 | Moskau          | 1.000     | Russland       | Team 2006          | 1:1 (1:0) | Panow (18.) – Engelhardt (71.) |
| 11.10.2004 | Ahlen           | 4.100     | Team 2006      | Polen              | 1:2 (0:0) | Auer (90.) – Geworgian (50.), Saganowski (52.)                                                                                        |
| 07.12.2004 | Mannheim        | 4.500     | Team 2006      | Schottland B       | 3:0 (2:0) | Auer (6., 20.), Marx (51.) |
| 06.09.2005 | Ankara          | 1.100     | Türkei A2      | Team 2006          | 1:1 (0:1) | Gökhan (69.) – Madlung (18.) |
| 15.11.2005 | Mattersburg     | 4.800     | Österreich FT  | Team 2006          | 2:5 (1:2) | Lasnik (45., Elfmeter), Pichlmann (85.) – Gerber (22.), Gómez (40.), Ortlechner (56., Eigentor), Scharner (57., Eigentor), Auer (72.) |

## Eingesetzte Spieler
Für das Team 2006 kamen 73 verschiedene Spieler zum Einsatz. Die meisten Einsätze hatte Simon Jentzsch, der sieben der zehn Partien bestritt. Zwölf Spieler erzielten mindestens ein Tor, mit vier Treffern war Benjamin Auer der erfolgreichste Torschütze.